# 人体
人体（Human body）是一个人的整个结构。人體由許多不同類型的細胞、細胞形成的組織、組織形成的器官以及不同器官構成的器官系統一起組成。器官系統共同确保人体的體內穩態及生存能力。
人體的外部包括头部、毛髮、颈部、躯干（包括胸部和腹部）、生殖器、臂、手、腿及脚。人體的內部包括器官、牙齒、骨骼、肌肉、肌腱、韌帶、血管、血液、淋巴管及淋巴。
人体的研究涉及解剖学，生理学，组织学和胚胎学。當然人體有解剖變異。生理学侧重于人体的系统和器官及其功能。许多系统和机制相互作用以確保体内穩態，例如讓血液中的糖、鐵及氧等物质維持安全水平。
研究人体的主要有醫事人員、生理学家、解剖学家及艺术家，俾於开展相關工作。

## 組成
人體的組成元素有氫、氧、碳、鈣及磷等等，這些元素存在於人體數兆個細胞以及非細胞中。
成年男性體內大約有60%的水分，體積約為42公升，其中包括約19公升的細胞外液（其中約3.2公升是血漿，約8.4公升是組織液），以及約23升的細胞內液。細胞內外的成分、酸鹼值及水分含量都需精準維持。細胞外水分的主要電解質是鈉和氯化物，而細胞內水分的主要電解質則是鉀和磷酸鹽。

### 細胞
人體有數兆個細胞，是生命的基本單位。從人體所有器官和細胞類型及數量來估算，成年人體中大約有30兆個細胞及38兆個細菌。人體表皮也寄居著數十億個共生微生物及免疫細胞。人體並非所有部位皆由細胞組成，例如細胞位處的細胞外基質，是由蛋白質、多糖及蛋白聚糖所構成；細胞周圍的細胞外液除了特定細胞外，也包含了水、蛋白質、電解質、營養物質及廢物（如尿素）不等的物質。

#### 基因組
人體細胞因為有DNA（去氧核糖核酸）才能正常運作，DNA位於細胞核內。DNA的部分片段在細胞核內被複製，並透過RNA（核糖核酸）傳送到細胞體。接著RNA被用來合成蛋白質，形塑出細胞的基礎、活動及代謝物。換言之，蛋白質決定了細胞功能和基因表現，細胞能透過這些蛋白質來自我調節。然而並非所有細胞都有DNA；某些細胞在成熟過程中會失去細胞核（例如成熟的紅血球）。

### 組織
人體由許多不同類型的組織組成，組織指的是具有特殊功能的細胞群。研究組織稱為組織學，通常用顯微鏡來進行。人體組織主要有四類：上皮組織、結締組織、神經組織及肌肉組織。組織細胞的形狀及形式多樣，例如覆蓋在人體表面、消化道外部（上皮）或腔室內部（內皮）的上皮組織，就有單層扁平細胞、具細微擺動纖毛的細胞（肺部）及柱狀細胞（胃部）等，上皮組織的作用包含：調控物質能否通過、保護內部結構及發揮表皮的感知功能等。

## 人体生理学
人体生理学是研究人体如何运作的研究。 这包括人体健康的机械的，物理的，生物电磁学的和生物化学的功能，从器官到组成它们的细胞。 人体由许多相互作用的器官组成。 它们相互作用以维持体内平衡，使身体保持稳态，具有安全水平的物质，例如血液中的糖和氧气。

## 延伸閱讀
- Raincoast Books. . Raincoast Books. 2004  [2016-05-20]. ISBN 978-1-55192-747-3. （原始内容存档于2020-11-30）.
- Daniel D. Chiras. . Jones & Bartlett Publishers. 1 June 2012  [2016-05-20]. ISBN 978-1-4496-4793-3. （原始内容存档于2020-11-30）.
- Adolf Faller; Michael Schünke; Gabriele Schünke; Ethan Taub, M.D. . Thieme. 2004  [2016-05-20]. ISBN 978-1-58890-122-4. （原始内容存档于2020-11-30）.
- Richard Walker. . Dk Pub. 30 March 2009  [2016-05-20]. ISBN 978-0-7566-4545-8. （原始内容存档于2020-11-30）.
- DK Publishing. . 18 June 2012  [2016-05-20]. ISBN 978-1-4654-0143-4. （原始内容存档于2020-11-30）.
- DK Publishing. . 30 August 2010  [2016-05-20]. ISBN 978-0-7566-7509-7. （原始内容存档于2020-11-30）.
- Saddleback. . Saddleback Educational Publ. 1 January 2008  [2016-05-20]. ISBN 978-1-59905-234-2. （原始内容存档于2020-11-30）.
- Babsky, Evgeni; Boris Khodorov; Grigory Kositsky; Anatoly Zubkov. Evgeni Babsky , 编. . Translated by Ludmila Aksenova; translation edited by H. C. Creighton (M.A., Oxon). Moscow: Mir Publishers. 1989. ISBN 5-03-000776-8.
- Sherwood, Lauralee.  (Hardcover) 7. Pacific Grove, CA: Brooks/cole. 2010. ISBN 978-0-495-39184-5.

- Nikoletseas, Michael. . 2010. ISBN 978-1453812945.

## 外部連結
- The Book of Humans （页面存档备份，存于） (from the early 18th century)
- Man and His Bodies （页面存档备份，存于） (1896)
- 3D Human Body: Explore the human body in 3D - MSN Health & Fitness